# Liste des films soviétiques sortis en 1927
Cet article présente une liste des films produits en Union soviétique en 1927:

## 1927
| 1927                               |                                             |                                      |
| Anne                               | Аня                                         | Olga Preobrajenskaïa                 |
| Trois dans un sous-sol             | Третья Мөщансқая                            | Abram Room                           |
| Les Juifs et la terre              | Еврей и земля                               | Abram Room                           |
| Bulat-Batır                        | Булат-Батыр                                 | Yuri Tarich                          |
| SVD : L’Union pour la grande cause | Союз Великого дела                          | Grigori Kozintsev et Leonid Trauberg |
| La Fin de Saint-Pétersbourg        | Конец Санкт-Петербурга                      | Vsevolod Poudovkine                  |
| Sorok pervy                        | Сорок первый                                | Yakov Protazanov                     |
| Le Petit Frère                     | Братишка                                    | Grigori Kozintsev et Leonid Trauberg |
| Garçon de restaurant               | Человек из ресторана                        | Yakov Protazanov                     |
| Octobre                            | Октябрь : Десять дней, которые потрясли мир | Sergueï Eisenstein                   |
| La Veste d'un autre                | Чужой пиджак                                | Boris Vassilievitch Chpis (ru)       |
| Le Village du péché                | Бабы рязанские                              | Olga Preobrajenskaïa                 |